# Награда „Вељкова голубица”
Награда „Вељкова голубица” додељује се за целокупно приповедачко дело савременог писца на српском језику.
Награда се додељује годишње, средином октобра, у Сомбору, у оквиру манифестације „Вељкови дани”. Награда је први пут додељена 2007. Састоји се од статуе голубице од теракоте (рад Војислава Стојановића), уметничке слике, повеље и новчаног износа.

## Добитници
| Година | Добитник              | Реф.          |
| ------ | --------------------- | ------------- |
| 2007.  | Мирослав Јосић Вишњић | [ 1 ]         |
| 2008.  | Драгослав Михаиловић  | [ 1 ]         |
| 2009.  | Данило Николић        | [ 1 ]         |
| 2010.  | Радован Бели Марковић | [ 1 ]         |
| 2011.  | Радослав Братић       | [ 2 ]         |
| 2012.  | Милисав Савић         | [ 2 ]         |
| 2013.  | Саша Хаџи Танчић      | [ 2 ]         |
| 2014.  | Михајло Пантић        | [ 2 ]         |
| 2015.  | Миро Вуксановић       | [ 2 ]         |
| 2016.  | Давид Албахари        | [ 3 ]         |
| 2017.  | није додељена         | није додељена |
| 2018.  | Горан Петровић        | [ 4 ]         |
| 2019.  | није додељена         | није додељена |
| 2020.  | Јовица Аћин           | [ 5 ]         |
| 2021.  | није додељена         | није додељена |
| 2022.  | Радослав Петковић     | [ 6 ]         |